# Departamento Maipú (Chaco)
Das Departamento Maipú liegt im Zentrum der Provinz Chaco im Nordwesten Argentiniens und ist eine von 25 Verwaltungseinheiten der Provinz. 
Es grenzt im Norden an das Departamento General Güemes, im Osten an die Departamentos Libertador General San Martín und Quitilipi, im Süden an die Departamentos Comandante Fernández und Independencia und im Westen an das Departamento Almirante Brown. 
Die Hauptstadt des Departamento Maipú ist Tres Isletas. Sie liegt 250 Kilometer von der Provinzhauptstadt Resistencia und 1.250 Kilometer von Buenos Aires entfernt.

## Bevölkerung
Nach Schätzungen des INDEC stieg die Einwohnerzahl des Departamento von 24.747 Einwohnern (2001) auf 29.655 Einwohner im Jahre 2005.

## Städte und Gemeinden
Das Departamento Maipú besteht aus einer Gemeinde (Municipio):
- Tres Isletas

Koordinaten: 26° 19′ S, 60° 25′ W